# الأعمال الخيرية المتعلقة بجائحة كورونا

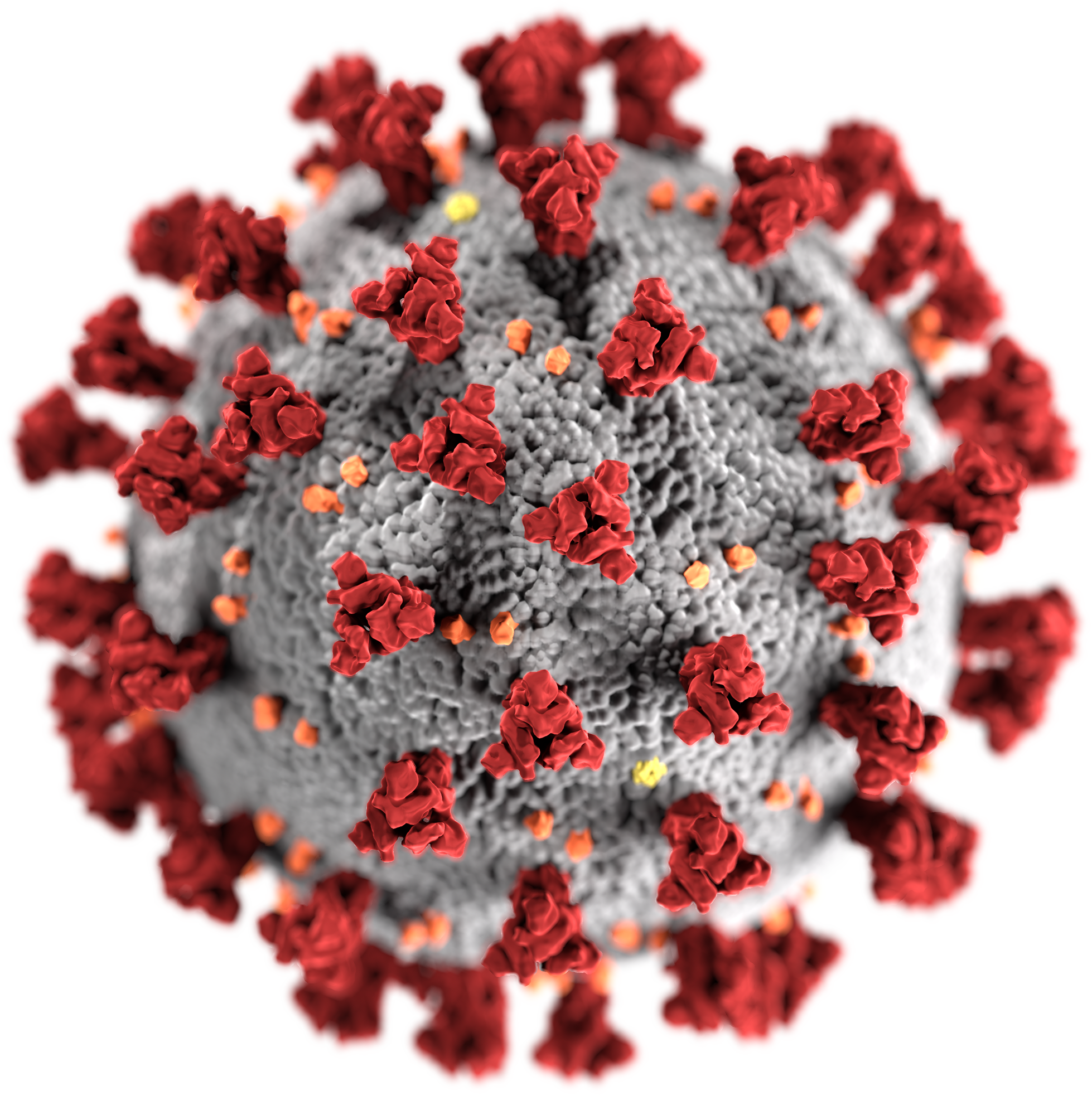

كان لتأثير فيروس كورنا أثر كبير على الأقتصادات الدولية والمحلية وهكذا أنشأت العديد من المنظمات والأفراد والمؤسسات الدينية والحكومات حملات خيرية وحفلات موسيقية وأحداث أخرى مختلفة لتقليل الأزمة الاقتصادية .

## المعلومات الأساسية
اصدرت العديد من البلدان أوامر بإغلاق المؤسسات غير الضرورية، مثل المطاعم والمتاحف وملاجئ الحيوانات خوفا من تفشي المرض، في حين أن بعض هذه الشركات والمنظمات لديها مدخرات لدفع الفواتير أثناء الإغلاق، أصبحت الأعمال الخيرية شائعة خلال الوباء للمساعدة في الانهيار الاقتصادي
الأعمال التجارية الفردية
وجّه جورج سوروس مؤسسة المجتمع المفتوح لإنشاء مجموعة مبادارات للتمويل بقيمة 130 مليون دولار لدعم العمال وأسرهم في مدينة نيويورك، وإغاثة الطوارئ للعمال المعرضين للخطر في جميع أنحاء العالم، ولقد وجه مارك زوكر بيرج وزوجته بريسيلا تشان مؤسستهما لأطلاق مبادرة تشان زوكربيرج للتبرع بمليون دولار كإغاثة مع ربع المبلغ للذهاب إلى مركز ويلكوكس الطبي، والباقي يذهب لمساعدة المجتمع في كاواي. تبرع جيف بيزوس بمبلغ 100 مليون دولار لمنظمة التغذية الأمريكية غير الربحية لمساعدة الأمريكيين الذين يواجهون انعدام الأمن الغذائي بسبب الوباء .
قدم مايكل كورس مليوني دولار إلى جامعة نيويورك لانغون هيلث، ومستشفى نيويورك المشيخي، وحب الله الذي نقدمه غير الربحي وصندوق الأزياء CFDA / Vogue Fashion for COVID-19 Relief. تبرعت عائلة Versace بمبلغ 500000 دولار أمريكي إلى مستشفيات وحدة العناية المركزة San Raffaele وصندوق الإغاثة الخاص بالكاميرا Nazionale Della Moda Italiana. تبرع جيمي تشو بمبلغ 500000 دولار للأطباء من خلال الصندوق الوطني لإغاثة الخدمات الصحية وصندوق إغاثة منظمة الصحة العالمية المشاهير

## المشاهير
8/أبريل2020، عمل مشاهير مثل ليدي غاغا، وألتون جون، وستيفي ووندر، ووندر، وأندريا بوسيليكام معاً على بث حفل موسيقي لمنظمة الصحة العالمية لدعم الصندوق العام للمنظمات. أثناء بث الحفل، تم تشجيع المتبرعين والشركات على التبرع إلى الصندوق، على رغم ان تم المساهمة بحوالي 150 مليون قبل بث الحفل.في يوم الصحة العالي، سين مكلونقي؛ وهو مستخدم لليوتيوب الإيرلندي، وايضاً المنظم الرئيسي لحملة (الامل من المنزل) الذي جمع بين الفنانين المؤثرين والمؤثرين واللاعبين وغيرهم الكثير من المبدعين على اليوتيوب والفيس بوك والتويتر وتيك توك. قام جميع المشاركين في الحملة بجمع تبرعات بحوالي 1.7 مليون دولار موزعة بالتساوي على United Way Worldwide   ، منظمة الأمم المتحدة لصندوق استجابة  لفايروس كورونا للمساهمين في  منظمة الصحة العالمية،Comic Relief US's Red Nose Day  في الولايات المتحدة.
ابتكر مشاهير آخرين ماركة ملابس مستوحاه من الوباء وكانت العائدات المتبرع بها تذهب لصندوق المنظمات الصحية العالمية، مثل حملة تي شيرت هاري ستايلز وحملة تيان رايان رينولدز وبليك ليفلي. قام ميشا كولينز باعادة تنطيم لعبة البحث عن الكنز لمدة اسبوع.GISH, وكانت رسوم تسجيل اللعبة تستخدام لتوفير وجبات طعام للاطفال الغير قادرين للوصول إلى طعام بسبب عمليات الإغلاق  .
تبرع لاعب منتخب كرة السلة NBA  بيسماك بيومبر بما يزيد عن مليون دولار من المستلزمات الطبية إلى مسقط رأسه في جمهورية الكونغو الديمقراطية، وأعلن المهاجم كرة السلة الأمريكي زيون ويليامسون عبر حسابه على الانستغرام عن مساعدته لتغطية رواتب جميع الذين عملوا في الملعب بينما تم إلغاء المباريات.  

## الشركات
تبرعت ستاربكس بمبلغ 10 ملايين دولار لبرنامج الإغاثة الطارئة لمساعدت عمالهم الذين يواجهون صعوبات شديدة نتيجة فيروس كورونا. جاك دورسي الرئيس التنفيذي لشركة تويتر خصص ما يقارب مليار دولار من حقوق الملكية لتمويل صندوق الإغاثة  في جميع أنحاء العالم تبرع فريق فيلاديلفيا الأمريكي  بقيمة مليون دولار لصندوق الأغاثة لمكافحة فيروس كورونا والذي قدمه مالك الفريق جيفري لوري. تبرع تطبيق تيك توك بمبلغ 375 مليون دولار لمنظمات لمكافحة الوباء وتبرعت شركة الفيس بوك بمبلغ 220 مليون دولارو تبرعت شركة جوجل بمبلغ 800 مليون دولار
انشأت شركات أخرى خطوطا لمنتجاتها لبيعها خلال الوباء، تم التبرع بنسبة 100% من المبيعات لمنظمة أو مؤسسة خيرية للمساعدة في التصدي لوباء كورونا.تبرعت شركة بوب سوكيت بعائداتها إلى منظمة اطباء بلا حدود، تبرعت شركة كولدن ثرويد التي تتخذ من هيوستون مقراً لها بعائدات مجموعة كوميونتي الخاصة إلى بنك الطعام الي هو شريك فيه اعلنت شركة لوغو كولر أنها لمدة 30 يوم ستتبرع بنسبة 100% من ارباحها إلى صندوق الهيئة الإغاثة لفيروس كورونا

## غير ربحية
أنشأت العديد من المؤسسات غير الربحية المسؤوولة عن الغذاء برامج توزيع المواد الغذائية للمساعدة في تخفيف الضغط على بنوك الغذاء المحلية حيث ارتفعت البطالة بسبب الوباء ولقد عملت العديد من المؤسسات غير الربحية مثل Feeding America و World Central Kitchen و Half-Table Man Disaster Relief على توزيع الطعام مباشرة على الأفراد أو على بنوك الطعام
حثت منظمات أخرى مثل منظمة الصحة العالمية على تقديم تبرعات إلى صندوق الاستجابة للتضامن مع جائحة كورونا، وهو صندوق مركزي للمساعدة في الأوقات الحرجة في جميع أنحاء العالم.
وفي محاولة للحد من تأثير الحيوانات في رعايتها، قللت ملاجئ الحيوانات المحلية ومجموعات الإنقاذ في جميع أنحاء العالم من الخدمات ودفعت إلى تبني الحيوانات أو رعايتها أثناء الوباء. استخدمت الملاجئ نقص الحيوانات في رعايتها بسبب استجابة المجتمع، للمساعدة في توزيع أغذية لأصحاب الحيوانات الأليفة الغير قادرين على شراء طعام لطيورهم الأليفة إما بسبب المخاوف الاقتصادية أو الصحية
بقيت بعض المنظمات مفتوحة جزئياً لمساعدة أسر الموظفين الأساسيين أو السكان المشردين في المنطقة. قامت جمعية الشبان المسيحيين في مناطق معينة بفتح مرافق الحمام والاستحمام خلال ساعات معينة للمشردين، وأنشأت مجموعات أنشطة للأطفال بناءً على قوائم المناطق المدرسية،  ورعاية الأطفال للعاملين الأساسيين أثناء طلب التبرعات لتعويض التكاليف.